# Eudocimus
Eudocimus é um género de aves pelecaniformes da família Threskiornithidae. Iclui duas espécies:
- Guará, Eudocimus ruber
- Íbis-branco-americano, Eudocimus albus